# Jacques Veraart
Jacques Veraart, né à Etterbeek le 7 octobre 1921 et mort le 30 novembre 1974 à Rhode-Saint-Genèse, commune où il habitait, est un peintre, dessinateur et aquarelliste belge.

## Biographie
Jacques Veraart peignait avec prédilection des paysages maritimes ou des vues de la campagne brabançonne.
Le peintre Lismonde fit de lui un portrait en 1950.

## Collections
- Une œuvre de Jacques Veraart fait partie des collections de l'État belge[2].

## Expositions
- 2011 : Jacques Veraart. Œuvres, exposition à la Maison Lismonde à Linkebeek.

## Iconographie
- Lismonde, Portrait de Jacques Veraart, 1950, fusain sur papier, 116 x 81 cm[3].